# 스노든 (영화)
《스노든》(Snowden)은 2016년에 공개된 미국의 전기 스릴러 영화로, 미국 국가안보국(NSA) 폭로 사건 주동자 에드워드 스노든을 다루었다. 올리버 스톤이 연출을 맡고 키런 피츠제럴드와 공동으로 각본을 집필했다. 루크 하딩의 책 〈스노든의 위험한 폭로〉와 아나톨리 쿠체레나의 소설 〈Time of the Octopus〉가 원작이다. 조지프 고든레빗이 주인공 에드워드 스노든 역을 연기하였으며, 이 외에 셰일린 우들리, 멀리사 리오, 재커리 퀸토, 톰 윌킨슨, 스콧 이스트우드, 로건 마셜그린, 티머시 올리펀트, 벤 슈네처, 러키스 스탠필드, 리스 이반스, 니컬러스 케이지 등이 출연하였다.

## 줄거리
2013년 에드워드 스노든은 홍콩에서 다큐멘터리 영화 제작자 로라 포이트러스, 언론인 글렌 그린월드와 극비 모임을 갖는다. 스노든은 미국 국가안보국(NSA)의 불법 대중 감시에 관한 기밀 정보를 쥐고 있다. 후에 포이트러스는 이 만남을 소재로 다큐멘터리 영화 《시티즌포》(2004)를 발표한다.
2004년 스노든은 특전 부대에 들어갈 생각으로 육군에 자원한다. 하지만 정강뼈가 골절돼 전역하게 되자 중앙정보국(CIA)에 들어가 “더 힐”에서 사이버 전쟁 교육을 받는다. 스노든은 연방 대법원장이 임명한 판사들이 영장을 발부할 수 있게 허가해 수정 헌법 제4조에서 보장하는 미국 시민의 권리를 피해가는 해외 첩보 감시법(Foreign Intelligence Surveillance Act)을 알게 된다.
2007년 스노든은 제네바에서 첫 해외 근무를 시작하지만 자신이 수행하는 임무에 내포된 윤리적 함의에 의문을 갖게 돼 사직한다. 후에 스노든은 미국 국가안보국(NSA) 일본 사무소에 자리를 잡고 비상시를 대비해 중요 중동 데이터를 백업한다는 정부 프로그램 “에픽 셸터”를 개발한다. 곧 스노든은 NSA를 비롯한 미국 정부 기관들이 우방국들이 미국에 등을 돌릴 경우를 대비하여 우방국들의 정부, 사회 기반 시설, 금융 부문을 관장하는 컴퓨터에 악성 소프트웨어를 심고 있다는 걸 알게 된다.
NSA를 떠난 스노든은 CIA 자문으로 일하다가 중국 해커들의 공격에 역습을 가한다는 오아후섬의 NSA 센터 “더 터널”에 합류한다. 이곳에서 스노든은 에픽 셸터가 파키스탄의 테러리스트 의심자들을 살해하는 무인 전투기에 실시간 정보를 제공한다는 것을 알게 된다. 환멸을 느낀 스노든은 관련 정보를 모두 내려받은 SD 카드를 루빅스 큐브에 숨겨 몰래 반출하고 포이트러스와 그린월드에게 연락해 만남 일정을 잡는다.
언론인 유언 매캐스킬의 협조로 2013년 6월 5일 언론에 정보가 전파되고, 홍콩에 있던 스노든은 매캐스킬, 그린월드, 포이트러스의 도움으로 러시아를 경유해 남미로 향한다. 그러나 미국 정부가 그의 여권을 무효화하면서 스노든은 모스크바에 체류하게 되고 3년의 망명권을 얻는다.

## 출연진
- 조지프 고든레빗 - 에드워드 스노든 역
  - 에드워드 스노든 - 본인 역 (카메오)
- 셰일린 우들리 - 린지 밀스 역
- 멀리사 리오 - 로라 포이트러스 역
- 재커리 퀸토 - 글렌 그린월드 역
- 톰 윌킨슨 - 유언 매캐스킬 역
- 스콧 이스트우드 - 트레버 제임스 역
- 로건 마셜그린 - 드론 조종사 / “캣피시” 역
- 티머시 올리펀트 - CIA 제네바 요원 역
- 벤 슈네처 - 게이브리얼 솔 역
- 러키스 리 스탠필드 - 패트릭 헤인스 역
- 리스 이반스 - 코빈 오브라이언 역
- 니컬러스 케이지 - 행크 포러스터 역
- 조엘리 리처드슨 - 저닌 깁슨 역
- 로버트 퍼스 - 스틸웰 박사 역
- 벤 채플린 - 로버트 티보 역
- 바스커 파텔 - 마르완 알키르마니 역
- 제임스 버틀러 - 훈련 담당 하사관 역
- 크리스천 컨트러래스 - CIA 심리학자 역
- 파커 소여스 - CIA 면접관 역
- 마이클 벤즈 - CIA 학생 역
- 케네스 토머스 - 워런턴 게이트 경호원 역
- 크리스티 마이어 - 뇌전증 의사 역
- 니컬러스 로 - 가디언 편집 보조 역
- 에릭 코피어브레파 - NSA “터널” 경호원 1 역
- 제이미 호지 - 커피숍 손님 / 보행자 역 (크레디트 미기재)